# Campeonato Pan-Americano de Jiu-Jitsu Brasileiro No-Gi
Campeonato Pan IBJJF de Jiu-Jitsu No-Gi é uma das principais competições de jiu-jitsu brasileiro sem quimono (no-gi) organizada pela Federação Internacional de Jiu-Jitsu Brasileiro (IBJJF). Realizado anualmente desde 2007, o torneio é reconhecido como um dos mais prestigiados do circuito no-gi, atraindo atletas de elite de todo o mundo. Assim como o tradicional Pan IBJJF (com quimono), o Pan No-Gi segue as regras da IBJJF e é aberto a competidores de diferentes faixas etárias e graduações.
O evento integra o calendário internacional de competições da IBJJF e é fundamental tanto para a pontuação no ranking quanto para a visibilidade dos atletas, especialmente aqueles especializados em lutas sem quimono. Geralmente realizado nos Estados Unidos, frequentemente na Califórnia, o campeonato recebe tanto atletas profissionais quanto amadores.

## Lista de Campeões do Pan Jiu-Jitsu No-Gi na Divisão Masculina Adulto Faixa-Preta, por Ano e Peso
| Ano  | 55,5 kg                       | 61,5 kg                        | 67,5 kg                  | 73,5 kg                        | 79,5 kg                   | 85,5 kg                    | 91,5 kg                            | 97,5 kg                 | +97,5 kg                       | Absoluto               |
| ---- | ----------------------------- | ------------------------------ | ------------------------ | ------------------------------ | ------------------------- | -------------------------- | ---------------------------------- | ----------------------- | ------------------------------ | ---------------------- |
| 2007 |                               | Alex Taveira (1/1)             |                          | Marcio Feitosa (1/1)           |                           | Saulo Ribeiro (1/1)        |                                    | Flavio Almeida (1/1)    | Rodrigo Medeiros (1/1)         |                        |
| 2008 | Jason Yang (1/1)              | Samuel Braga (1/1)             | Renan Borges (1/1)       | Rubens Charles (1/1)           | Marcel Azevedo (1/1)      | Pablo Popovitch (1/4)      | Braulio Estima (1/2)               | Misha Cirkunov (1/1)    | Bruno Paulista (1/1)           | Braulio Estima (2/2)   |
| 2009 |                               | Brandon Mullins (1/1)          | Rodrigo Faria (1/1)      | Lucas Lepri (1/4)              | Daniel Moraes (1/1)       | Gunnar Nelson (1/1)        | Igor Gracie (1/1)                  | Andre Gusmao (1/1)      | Rolles Gracie (1/1)            | Rafael Franca (1/1)    |
| 2010 |                               | Caio Terra (1/2)               | Henrique Rezende (1/2)   | Jonathan Torres (1/1)          | Lucas Lepri (2/4)         | Pablo Popovitch (2/4)      | Diego Nogueira (1/2)               | Marcus Oliveira (1/1)   | Victor Costa (1/1)             | Pablo Popovitch (3/4)  |
| 2011 |                               | Caio Terra (2/2)               | Andre Carvalho (1/1)     | Lucas Lepri (3/4)              | Davi Ramos (1/2)          | Kayron Gracie (1/1)        | Alexandre Moreira (1/1)            | Francisco Tavares (1/1) | Petrus Melo (1/1)              | Davi Ramos (2/2)       |
| 2012 |                               | Henrique Rezende (2/2)         | Osvaldo Moizinho (1/1)   | Lucas Lepri (4/4)              | Vinicius Tavares (1/1)    | Kleber Oliveira (1/1)      | Roberto Alencar (1/1)              | Diego Nogueira (2/2)    | Diego Pereira de Santana (1/1) | Pablo Popovitch (4/4)  |
| 2013 |                               | Laercio Fernandes (1/1)        | Samir Chantre (1/1)      | AJ Agazarm (1/1)               | Francisco Itturalde (1/1) | Murilo Santana (1/3)       | Luiz Panza (1/1)                   | Ronnie Wuest Jr. (1/1)  | Tom DeBlass (1/1)              | Murilo Santana (2/3)   |
| 2014 |                               | João Miyao (1/5)               | Osvaldo Moizinho (1/1)   | Rodrigo Freitas (1/1)          | Vitor Oliveira (1/1)      | Claudio Cardoso (1/1)      | Mauro Santiago (1/1)               | Tiago Giussani (1/1)    | Gabriel Lucas (1/1)            | Jackson Sousa (1/3)    |
| 2015 | Washington Lima (1/1)         | João Miyao (2/5)               | Paulo Miyao (1/2)        | Garry Tonon (1/1)              | Otávio Souza (1/1)        | Marcos Tinoco (1/2)        | Roberto Torralbas (1/1)            | Guybson Sa (1/1)        | Gustavo Dias Elias (1/1)       | Matheus Diniz (1/1)    |
| 2016 | Marcelo Cohen (1/1)           | João Miyao (3/5)               | Ian Sanders (1/1)        | Gianni Grippo (1/5)            | Jonathan Satava (1/2)     | Dillon Danis (1/1)         | Todd Mueckenheim (1/1)             | Cassio Da Silva (1/1)   | Aaron Johnson (1/3)            | Jonathan Satava (2/2)  |
| 2017 | Lucas Pinheiro (1/1)          | João Miyao (4/5)               | Gianni Grippo (2/5)      | Renato Canuto (1/1)            | Dante Leon (1/3)          | Lucas Rocha (1/1)          | Thomas Loubersanes (1/1)           | Jackson Sousa (2/3)     | Aaron Johnson (2/3)            | Jackson Sousa (3/3)    |
| 2018 | Kristian Woodmansee (1/1)     | João Miyao (5/5)               | Ian Sanders (1/1)        | Gianni Grippo (3/5)            | Dante Leon (2/3)          | Marcos Tinoco (2/2)        | Romelu Souza (1/1)                 | Aaron Johnson (3/3)     | Gordon Ryan (1/2)              | Gordon Ryan (2/2)      |
| 2019 | Marcelo Cohen (1/1)           | Lucas Pinheiro (1/2)           | Paulo Miyao (2/2)        | Athos Miranda (1/1)            | Jefferson Guaresi (1/1)   | Jonnatas Gracie (1/1)      | Murilo Santana (3/3)               | Vinicius Gazola (1/1)   | Max Gimenis (1/2)              | Keenan Cornelius (1/1) |
| 2020 | Lucas Pinheiro (2/2)          | Kennedy Maciel (1/1)           | Alexandre Molinaro (1/1) | Johnatha Alves (1/1)           | Jonnatas Gracie (1/1)     | Andrew Wiltse (1/1)        | Lucas Barbosa (1/2)                | Kaynan Duarte (1/2)     | Max Gimenis (2/2)              | Kaynan Duarte (2/2)    |
| 2021 | Estevan Martinez-Garcia (1/1) | Paulo Miyao (1/1)              | Diego Oliveira (1/1)     | Gianni Grippo (4/5)            | Matheus Gabriel (1/1)     | Jeferson Guaresi (1/1)     | Giancarlo Bodoni (1/1)             | Devonte Johnson (1/2)   | Victor Hugo (1/1)              | Lucas Barbosa (2/2)    |
| 2022 | Osamah Almarwai (1/1)         | Carlos 'Bebeto' Oliveira (1/1) | Gavin Corbe (1/1)        | Deandre Corbe (1/1)            | Francisco Cuneo (1/1)     | Manuel Ribamar (1/1)       | Pedro Rocha (1/2)                  | Fellipe Trovo (1/1)     | Davi Cabral (1/1)              | Henrique Ceconi (1/1)  |
| 2023 | John Stapleton (1/1)          | Edwin 'Junny' Ocasio (1/1)     | Gianni Grippo (5/5)      | Carlos Henrique (1/1)          | Oliver Taza (1/1)         | Francisco Lo (1/1)         | Adam Wardziński (1/1)              | Dante Leon (3/3)        | Roosevelt Souza (1/1)          | Pedro Rocha (2/2)      |
| 2024 |                               | Edwin Ocasio                   | Cole Anthony Abate       | Maximilian John Anthony Hanson | Natan Chueng Freitas      | Alehander da Silva Mariano | Jose Jurema Nascimento de Carvalho | Rafael Lovato Júnior    | Lucas Valentim Alves Montalvão | Devhonte M. Johnson    |

## Lista de Campeãs do Pan Jiu-Jitsu No-Gi na Divisão Feminina Adulto Faixa-Preta, por Ano e Peso
| Ano  | -46,5 kg Galo               | -51,5 kg Pena Leve                           | -56,5 kg Pena                  | -61,5 kg Leve                 | -66,5 kg Médio               | -71,5 kg Meio-Pesado           | -76,5 kg Pesado                  | +76,5 kg Superpesado            | Absoluto                      |
| ---- | --------------------------- | -------------------------------------------- | ------------------------------ | ----------------------------- | ---------------------------- | ------------------------------ | -------------------------------- | ------------------------------- | ----------------------------- |
| 2007 |                             |                                              |                                | Felicia Oh (1/1)              |                              |                                |                                  |                                 |                               |
| 2008 |                             |                                              | Fabiana Borges (1/1)           |                               |                              |                                |                                  |                                 | Thayse Nascimento (1/1)       |
| 2010 |                             |                                              | Sofia Amarante (1/2)           |                               | Emily Kwok (1/4)             |                                |                                  |                                 | Emily Kwok (2/4)              |
| 2011 |                             | Marcela Macedo (1/1)                         | Jennifer Petrina (1/1)         |                               | Emily Kwok (3/4)             |                                | Cecilia Minshall (1/1)           |                                 | Emily Kwok (4/4)              |
| 2012 |                             |                                              | Sofia Amarante (2/2)           |                               |                              | Thaysa da Silva (1/1)          |                                  |                                 | Valerie Worthington (1/1)     |
| 2014 |                             |                                              | Bibiana Silva (1/1)            |                               | Luiza Monteiro (1/1)         |                                |                                  |                                 | Luiza Monteiro (1/1)          |
| 2015 |                             | Marcela Lawton (1/1)                         | Vianca Jager (1/1)             | Karen Antunes (1/3)           |                              | Megan Nevill (1/1)             |                                  | Alison Tremblay (1/5)           | Alison Tremblay (2/5)         |
| 2016 |                             |                                              |                                | Karen Antunes (2/3)           | Carina Damm (1/1)            | Ida Fløisvik (1/1)             |                                  | Alison Tremblay (3/5)           | Karen Antunes (3/3)           |
| 2017 |                             |                                              | Amanda Nogueira (1/1)          | Michelle Nicolini (1/2)       | Catherine Fuhro Perret (1/2) |                                |                                  | Alison Tremblay (4/5)           | Michelle Nicolini (2/2)       |
| 2018 |                             | Mayssa Bastos (1/2)                          | Jessica Dos Santos (1/1)       | Catherine Fuhro Perret (2/2)  | Gabrielle McComb (1/3)       | Monique Ricardo Carvalho (1/1) | Maria Malyjasiak (1/3)           | Alison Tremblay (5/5)           | Maria Malyjasiak (3/3)        |
| 2019 |                             | Sofia Amarante (2/2)                         | Amanda Alequin (1/1)           | Jaqueline Amorim (1/1)        | Vedha Toscano (1/1)          |                                | Maria Malyjasiak (3/3)           |                                 | Laura Hallock (1/1)           |
| 2020 |                             |                                              | Gabrielle McComb (2/3)         | Nathalie Ribeiro (1/2)        |                              | Vannessa Griffin (1/2)         | Rafaela Guedes (1/2)             | Tara White (1/1)                | Rafaela Guedes (2/2)          |
| 2021 |                             | Mayssa Bastos (2/2)                          | Gabrielle McComb (3/3)         | Nathalie Ribeiro (2/2)        | Vanessa Griffin (2/2)        | Elisabeth Clay (1/2)           | Maria Malyjasiak (1/2)           | Kendall Reusing (1/1)           | Elisabeth Clay (2/2)          |
| 2022 | Jhenifer Aquino Gonzaga     | My Bao Nguyen                                | Alexandria L. Enriquez         | Ana Cristina Araujo Rodrigues | Elisabeth Ann Clay           | Thalyta Stefhane Lima Silva    |                                  | Nathiely Karoline Melo de Jesus | Elisabeth Ann Clay            |
| 2023 | Lavinia Francesconi Barbosa | Dorothy Dao                                  | Adele M. Fornarino             | Jaine da Silva Fragoso        | Deise dos Santos Leonanjo    | Elizabeth Katherine Mitrovic   | Maria Vitória Gonçalves Ruffatto | Roberta Pessoa Vieira Ribeiro   | Roberta Pessoa Vieira Ribeiro |
| 2024 | Thaís Loureiro Felipe       | Ana Carolina de Andrade Lima Soares da Silva | Ana Talita de Oliveira Alencar | Amanda Dean Bruse             | Nadia Frankland              | Amanda Noel Leve               | Elisabeth Ann Clay               | Mayara Moreira Ribeiro          | Elisabeth Ann Clay            |